# El Pardillo Primero
El Pardillo Primero är en ort i Mexiko.   Den ligger i kommunen Fresnillo och delstaten Zacatecas, i den centrala delen av landet, 600 km nordväst om huvudstaden Mexico City. El Pardillo Primero ligger 2 078 meter över havet och antalet invånare är 217.
Terrängen runt El Pardillo Primero är en högslätt. Runt El Pardillo Primero är det ganska glesbefolkat, med 38 invånare per kvadratkilometer. Närmaste större samhälle är Fresnillo, 12,4 km väster om El Pardillo Primero. Omgivningarna runt El Pardillo Primero är i huvudsak ett öppet busklandskap.